# Radio Giornale di Sicilia
Radio Giornale di Sicilia, nota più semplicemente come RGS, è un'emittente radiofonica privata italiana a copertura regionale con sede a Palermo, in Via Lincoln 19, la stessa di quella del quotidiano Giornale di Sicilia e dell'emittente televisiva TGS.

## Storia
RGS inizia le sue trasmissioni il 2 dicembre 2000 acquistando le frequenze di alcune emittenti provinciali, come ad esempio la palermitana Radio Futura.
L'emittente irradia i suoi programmi su numerose frequenze in tutta la Sicilia.
RGS appartiene all'editore Società Editrice Sud, società che gestisce anche l'emittente televisiva palermitana TGS e quella messinese RTP, l'emittente radiofonica messinese Antenna dello Stretto e il quotidiano Giornale di Sicilia.
In passato, hanno lavorato a RGS, fra gli altri, Alessandro Amato, storico conduttore su TGS delle trasmissioni sportive TGS Studio Stadio, TGS Studio Sport e Il bar dello sport, che ha lasciato il gruppo editoriale del Giornale di Sicilia nel 2015 (a causa della crisi di TGS di quell'anno), Alberto Lori, Marilena Santaluna, Loredana Bona, Francesco Meli, Agostino Di Stefano, Vittoria Marletta, Cinzia Gizzi, Filippo Marsala, Beppe Palmigiano, Max Geraci, Gigi Restivo e Nino Giuliano.
Dal 16 gennaio 2012 l'emittente rinnova i propri jingle e la programmazione. Un ulteriore rinnovamento dei jingle dell'emittente ha avuto luogo nel 2017.
Dall'8 novembre 2021, sull'emittente esordisce il programma comico Allakatalla, in onda, sia in radio su RGS che in tv su TGS, dal lunedì al venerdì dalle 11:40 alle 13:40, e in replica la notte dalle 00:00 alle 02:00.

## Programmazione
Caratteristica della programmazione giornaliera di RGS è la presenza di fasce di conduzione denominate Il ritmo dei grandi successi, condotte da vari speaker che si alternano durante l'arco della giornata.
Fino al 2022, ogni lunedì andava in onda, al mattino, in simulcast con TGS, il programma sportivo Il bar dello sport, dove i tifosi potevano esprimere in diretta il loro parere e dibattere con gli opinionisti in studio. Dal martedì al sabato, sempre in fascia mattutina, fino al 2022 andava in onda Ditelo in diretta, la rubrica che dà voce ai lettori del Giornale di Sicilia attraverso le segnalazioni di problematiche da parte dei cittadini, facendole da tramite con le istituzioni. Le segnalazioni potevano essere inviate tramite SMS, e-mail, WhatsApp (messaggio scritto o vocale) oppure tramite le pagine Facebook e Instagram della trasmissione e di Gds.it. In passato, quest'ultima trasmissione, era denominata Ditelo a RGS (sin dal 2008) e andava in onda, in simulcast, anche su TGS.
Nel fine settimana, le caratteristiche di RGS (oltre ovviamente alle fasce di conduzione chiamate "Il ritmo dei grandi successi"), sono il programma di interviste musicali Speciale Weekend, in cui viene ospitato un solista o un gruppo musicale, e fino al 2021/2022 anche il programma cinematografico RGS al cinema e Hot goss, che proponeva notizie di gossip.
La programmazione musicale dell'emittente è composta da successi italiani e stranieri del momento e del passato. Al minuto 30 circa di ogni ora, viene proposta una novità musicale.
Sono presenti anche numerose edizioni del GR nazionale e di quello regionale (quest'ultimo realizzato dalla redazione di gds.it); oltre a ciò, sono presenti anche spazi dedicati al meteo, all'almanacco del giorno, all'oroscopo del giorno e, in passato, anche spazi riservati all'informazione sportiva.
Da ottobre 2021 al 2022, dal lunedì al venerdì, in alcuni orari andava in onda "Non Stop", una sequenza di quattro brani senza interruzioni preannunciati da un conduttore dell'emittente. In seguito, "Non Stop" è diventato il nome di un contenitore di sola musica a rotazione (senza speaker in onda) che viene trasmesso tutti i giorni dalle 15 alle 16 e dalle 20 alle 24.
In passato, dal lunedì al venerdì, andava in onda di notte il programma Café Noir, che proponeva una selezione musicale raffinata curata da Federico Ardizzone.

### Programmi
- Il ritmo dei grandi successi
- Non Stop
- Speciale Weekend
- Allakatalla #cututtuucori (non più in onda)
- Ditelo in diretta (non più in onda; in passato denominata Ditelo a RGS)
- Il bar dello sport (non più in onda)
- RGS al cinema (non più in onda)
- Hot Goss (non più in onda)
- Café Noir (non più in onda)
- Canzoni d'amore (non più in onda)

### Rubriche
- RGS Meteo (3BMeteo)
- Oroscopo (Barbanera)
- Almanacco (Barbanera)
- RGS Sport (non più in onda; al suo posto, sono presenti ulteriori edizioni del notiziario con i fatti dall'Italia e dal mondo)

## Conduttori attuali
- Marina Mistretta
- Max Albegiani